# 怒江蒲桃
怒江蒲桃（学名：Syzygium salwinense）为桃金娘科蒲桃属的植物，是中国的特有植物。分布于中国大陆的云南、广西等地，生长于海拔1,200米至2,400米的地区，一般生于山谷常绿林中、山坡以及山坡灌木林中，目前尚未由人工引种栽培。